# Бердников, Гавриил Васильевич
Гавриил Васильевич Бердников (1918—1981) — полковник Советской Армии, участник Великой Отечественной войны, Герой Советского Союза (1945).

## Биография
Гавриил Бердников родился в 1918 году в посёлке Таза (ныне — Солтонский район Алтайского края) в крестьянской семье. Получил неполное среднее образование, учился в сельскохозяйственном техникуме в Бийске. В 1939 году Бердников окончил военное пехотное училище в Омске, участвовал в боях на Халхин-Голе. В 1942 году Бердников окончил курсы «Выстрел». С июня 1942 года — на фронтах Великой Отечественной войны. В 1943 году вступил в ВКП(б). К августу 1944 года гвардии старший лейтенант Гавриил Бердников командовал батальоном 100-го гвардейского полка 35-й гвардейской стрелковой дивизии 8-й гвардейской армии 1-го Белорусского фронта.
1 августа 1944 года батальон Бердникова первым в своём полку форсировал Вислу в районе польского города Магнушев, не понеся при этом потерь. Взаимодействуя с соседними подразделениями, батальон прорвал линию обороны противника и перерезал шоссе Варшава-Магнушев.
Указом Президиума Верховного Совета СССР от 24 марта 1945 года Гавриил Бердников был удостоен высокого звания Героя Советского Союза с вручением ордена Ленина и медали «Золотая Звезда».
После окончания войны продолжил службу в Советской Армии. В 1949 году окончил Военную академию имени Фрунзе. В 1960 году в звании полковника вышел в отставку. Проживал в Алма-Ате. Умер 5 мая 1981 года.

## Награды и звания
- Звание Герой Советского Союза Медаль «Золотая Звезда» № 5182. (24.03.1945)[1]
- Орден Ленина (24.03.1945)[1]
- Орден Красного Знамени (08.02.1945)[1]
- Орден Суворова III степени (18.12.1956)[1]
- Орден Отечественной войны II степени (12.06.1944)[1]
- Орден Красной Звезды (03.11.1953)[1]
- Медаль За боевые заслуги (06.11.1947)[1]
- Медаль За победу над Германией в Великой Отечественной войне 1941—1945 гг. (09.05.1945)[1]
- Медаль За взятие Берлина (09.06.1945)[1]
- Медаль За освобождение Варшавы (09.06.1945)[1]